# Econometric Society
Econometric Society（計量経済学会）は、計量経済学・統計学・数学に関して、経済理論の向上を図るために設立された国際的学会である。1930年12月29日に発足した。
1933年より刊行しているEconometricaは、計量経済学におけるもっとも重要な専門誌の一つである。
一般会員のほかに投票による終身特別会員（フェロー)制度（Fellow of the Econometric Society）がある。この学会の終身特別会員に選ばれることは名誉なこととされ、ノーベル経済学賞受賞者のほとんどが終身特別会員である。ただし著名な研究業績を残している経済学者であっても、応用経済学者は比較的選ばれにくい傾向がある。

## 設立
1930年12月、経済学者アーヴィング・フィッシャー とノーベル経済学賞受賞者ラグナル・フリッシュによって設立された。アーヴィング・フィッシャーが初代会長を務めた。設立時の会員は以下の通り。
- ラグナル・フリッシュ
- チャールズ・フレデリック・ロース
- ヨーゼフ・シュンペーター
- ハロルド・ホテリング
- ヘンリー・シュルツ
- カール・メンガー
- エドウィン・B・ウィルソン
- フレデリック・C・ミルズ
- ウィリアム・フィールディング・オグバーン
- ジェイムズ・ハーヴェイ・ロジャース
- マルコム・C・ローティ
- カール・スナイダー
- ウォルター・A・シューハート
- オイスタイン・オア
- イングヴァール・ウェダーヴァング
- ノーバート・ウィーナー

## 歴代会長
歴代会長一覧
- 2023: Rosa L. Matzkin
- 2022: Guido Tabellini
- 2021: Pinelopi Koujianou Goldberg[2]
- 2020: Orazio Attanasio
- 2019: Stephen Morris
- 2018: Tim Besley
- 2017: Drew Fudenberg
- 2016: Eddie Dekel
- 2015: Robert Porter
- 2014: Manuel Arellano
- 2013: ジェームズ・ヘックマン
- 2012: Jean-Charles Rochet
- 2011: ベント・ホルムストローム
- 2010: John Hardman Moore
- 2009: ロジャー・マイヤーソン
- 2008: Torsten Persson
- 2007: ラース・ハンセン
- 2006: Richard Blundell
- 2005: トーマス・サージェント
- 2004: アリエル・ルービンシュタイン
- 2003: エリック・マスキン
- 2002: Guy Laroque
- 2001: アビナッシュ・ディキシット
- 2000: Elhanan Helpman
- 1999: ロバート・バトラー・ウィルソン
- 1998: ジャン・ティロール
- 1997: ロバート・ルーカス
- 1996: Roger Guesnerie
- 1995: クリストファー・シムズ
- 1994: 根岸隆
- 1993: Andreu Mas-Colell
- 1992: ジャン＝ジャック・ラフォン
- 1991: ピーター・ダイアモンド
- 1990: Jean-Michel Grandmont
- 1989: Hugo F. Sonnenschein
- 1988: アンソニー・アトキンソン
- 1987: デール・ジョルゲンソン
- 1986: Michael Bruno
- 1985: ダニエル・マクファデン
- 1984: アマルティア・セン
- 1983: Herbert Scarf
- 1982: ジェームズ・マーリーズ
- 1981: マーク・ナーラブ
- 1980: John D. Sargan
- 1979: フランクリン・M・フィッシャー
- 1978: コルナイ・ヤーノシュ
- 1977: ライオネル・マッケンジー
- 1976: 宇沢弘文
- 1975: ツヴィ・グリリカス
- 1974: ドン・パティンキン
- 1973: Roy Radner
- 1972: W. M. Gorman
- 1971: ジェラール・ドブルー
- 1970: Jacques H. Drèze
- 1969: レオニード・ハーヴィッツ
- 1968: フランク・ハーン
- 1967: ヘンドリック・ハウタッカー
- 1966: Herman Wold
- 1965: 森嶋通夫
- 1964: ロバート・ソロー
- 1963: Edmond Malinvaud
- 1962: フランコ・モディリアーニ
- 1961: Henri Theil
- 1960: ローレンス・クライン
- 1959: Marcel Boiteux
- 1958: ジェームズ・トービン
- 1957: トリグヴェ・ホーヴェルモ
- 1956: ケネス・アロー
- 1955: リチャード・ストーン
- 1954: ワシリー・レオンチェフ
- 1953: René Roy
- 1952: ポール・サミュエルソン
- 1951: R. G. D. アレン
- 1950: チャリング・クープマンス
- 1949: ラグナル・フリッシュ
- 1948: Charles Roos
- 1947: ヤン・ティンバーゲン
- 1946: ヤコブ・マルシャック
- 1944–1945: ジョン・メイナード・ケインズ
- 1942–1943: Wesley Mitchell
- 1940–1941: ヨーゼフ・シュンペーター
- 1938–1939: Arthur Bowley
- 1936–1937: ハロルド・ホテリング
- 1935: François Divisia
- 1931–1934: アーヴィング・フィッシャー